# 凝結核
凝結核（ぎょうけつかく）とは、気象学において大気から雲が生成されるとき、気体の水蒸気から液体の水に凝結するときに核（凝縮核）として働く微粒子のこと。雲核の一種。雲凝結核（くもぎょうけつかく, 英:Cloud condensation nuclei, CCN）ともいう。
大気中に浮遊するエアロゾル（エーロゾル）のうち、半径およそ0.1 マイクロメートル(μm)以上で、吸湿性や水溶性のエアロゾルである。
凝結核は海洋よりも陸上に多く、また市街地はさらに多い傾向がある。
物理学においては、水以外の物質すべてに関して、凝結時の核をこう呼ぶことがある。ただ、「凝縮核」と呼ぶ場合が多い。

## 凝結核となるエアロゾル
大気中の凝結核は主に、海塩粒子、土壌粒子、硫酸エアロゾル、有機エアロゾル、人為的なエアロゾルである。
海塩粒子は、海洋を起源とする巨大粒子（半径1 μm以上）である。海で波飛沫や、波が崩れてできる気泡が破裂したときに飛び散る微水滴が、空気中で蒸発した際に塩分だけが残る。これが大気中に広く拡散したものが海塩粒子である。海上の空気には高い濃度で含まれており、これが暖かい雨を降らせる雲の成長に深く関係している。
土壌粒子は、陸上を起源とする主に粘土鉱物の粒子。乾燥した地面から風などによって巻き上げられ（風塵）、大気中に広く拡散したもの。砂漠などの乾燥地帯で、砂嵐の発生に伴って大量に発生する。東アジアの黄砂、西アフリカのハルマッタン、北アフリカのギブリ（シロッコ）などが大発生源。
硫酸エアロゾルは、火山の噴火後などに濃度が増すもので、噴火によって大気高層に運ばれた後、高層風によって広く拡散する。噴火に伴って排出される火山ガスには硫化水素や二酸化硫黄などが含まれるが、これが大気中のほかの成分と反応して生成される。粒子として、または水滴として存在する。硫酸塩。化学組成で言えば、硫酸アンモニウム、硫酸ナトリウム、硫酸カルシウムなどが含まれる。人為的な要因でも発生する。
人為的に排出される大気汚染物質や、それが大気中で反応してできる物質（二次粒子）。浮遊粒子状物質(SPM)と呼ばれる粉塵、煤(Black carbon)、煙などの微粒子のうち、吸湿性のあるものは凝結核になる。二次粒子では硫酸エアロゾル、硝酸エアロゾル（硝酸塩）など。硫酸アンモニウムは窒素肥料の原料であるなど、大量に工業生産されている物質も多い。
凝結核となるエアロゾルの大きさが半径0.1 μm以上に限られるのは、大気中で起こる過飽和度に関係している。過飽和度が高いほど小さな粒子でも凝結核になるが、大気中で自然に発生する過飽和度は最大1 %くらいであるため、このような数字が出てくる。